# Pučile
Pučile (en serbe cyrillique : Пучиле) est une localité de Bosnie-Herzégovine. Elle est située sur le territoire de la ville de Bijeljina et dans la république serbe de Bosnie. Selon les premiers résultats du recensement bosnien de 2013, elle compte 2 221 habitants.

## Géographie
Le village est situé sur les bords de la rivière Glogovac ; au nord, son territoire est bordé par la rivière Dašnica, un affluent droit de la Save.

## Démographie

### Évolution historique de la population dans la localité
| 1948 | 1953 | 1961 | 1971 | 1981 | 1991 | 2013  |
| ---- | ---- | ---- | ---- | ---- | ---- | ----- |
| 673  | 764  | 801  | 780  | 752  | 769  | 2 221 |

|  |